# Бучка
Бучка (рос. Бучка) — річка в Україні у Новгород-Сіверському районі Чернігівської області. Ліва притока річки Вара (басейн Десни).

## Опис
Довжина річки приблизно 2,64 км, найкоротша відстань між витоком і гирлом — 2,02  км, коефіцієнт звивистості річки — 1,31 . Формується декількома безіменними струмками.

## Розташування
Бере початок на південній стороні від села Балишівка (Погарський район Брянської області) у заболоченій місцині північної часитни Новгород-Сіверського району біля державного кордону Україна-Росія. Тече переважно на південний схід і на південно-західній околиці села Бучки впадає у річку Вара, праву притоку Судості.